# Ousmane Diao
Ousmane Diao (født 8. juni 2004) er en senegalesisk fodboldspiller der spiller som forsvarsspiller for Superliga-klubben FC Midtjylland.

## Karriere

### Ungdom
Diao var født og opvokset i Ouakam, en kommune i hovedstaden Dakar, hvor han også startede fodboldkarrieren i AS Ouakam. I 2019 skiftede Diao til fodboldakademiet, Darou Salam - Académie Foot Darou Salam de Dakar - hvor han også kort blev udtaget til Senegals U20 landshold.

### Midtjylland og Mafra
I august 2022, skulle Diao vidst have skrevet under på en kontrakt i danske FC Midtjylland. Men klubben bekræftede det aldrig. I januar 2023 bekræftede portugisiske klub C.D. Mafra at Diao har tilsluttet sig holdet. 
Flere kilder - men aldrig Midtjylland eller Mafra - skrev at Diao var skiftet til Mafra fra Midtjylland på en lejeaftale indtil sommer 2024, men dette blev aldrig bekræftet.

I sommer 2023 var Diao i Herning og spillede en træningskamp for FC Midtjylland. Han vente hurtigt tilbage til Mafra, hvor han virkelig fik sit gennembrud i 2023-24 sæsonen. Hans gode præstationer skabte massere af interesse fra større klubber, fx Sporting Lissabon, som ifølge flere kilder var meget tætte på at hente Diao. Den 27. juni 2024, annoncerede FC Midtjylland at Diao var blevet hentet til klubben på en kontrakt til sommer 2029. Midtjylland hentede Diao til klubben for cirka 2,7 millioner euro / 20 millioner kroner.